# Liste der Justizminister von Brandenburg
Liste der Justizminister von Brandenburg.

## Justizminister Brandenburg (seit 1990)
| Name                | Amtsantritt                       | Kabinett              | Partei    |
| ------------------- | --------------------------------- | --------------------- | --------- |
| Hans-Otto Bräutigam | 1. November 1990 11. Oktober 1999 | Stolpe I Stolpe II    | parteilos |
| Kurt Schelter       | 13. Oktober 1999 26. Juni 2002    | Stolpe III Platzeck I | CDU       |
| Barbara Richstein   | 2. August 2002                    | Platzeck I            | CDU       |
| Beate Blechinger    | 19. September 2004                | Platzeck II           | CDU       |
| Volkmar Schöneburg  | 6. November 2009 28. August 2013  | Platzeck III Woidke I | Die Linke |
| Helmuth Markov      | 21. Januar 2014 5. November 2014  | Woidke I Woidke II    | Die Linke |
| Stefan Ludwig       | 28. April 2016                    | Woidke II             | Die Linke |
| Susanne Hoffmann    | 20. November 2019                 | Woidke III            | CDU       |
| Benjamin Grimm      | 11. Dezember 2024                 | Woidke IV             | SPD       |